# Michael Watford
Pour les articles homonymes, voir Watford (homonymie).
Michael Wayne Watford (né le 20 juillet 1959 à Suffolk en Virginie et mort le 26 janvier 2024 à Newark au New Jersey) est un chanteur de musique house américain venant du New Jersey.

## Biographie
Michael Watford naît en Virginie mais est élevé dans le New Jersey. Il commence à chanter à l'âge de cinq ans dans un groupe de gospel « Discipline Of Truth » et plus tard aux côtés du collectif de  house « Smack Music » alors que la  garage house règne aux États-Unis.
Watford a sorti de nombreux singles dans les années 1990 et 2000, en posant sa voix tintée de soul et de gospel sur des instrumentaux house réalisés par divers producteurs dont Eddie Stockley, Walter Neal et Roger Sanchez. Quatre de ses chansons entrèrent au top 50 américain des chansons les plus jouées dans les clubs (voir en:Hot Dance Music/Club Play), dont So Into You, qui atteignit la place de n°1 en 1994, et a atteint le top 100 du Royaume-Uni avec des titres tels que Love Change Over et Come Together, tous deux sortis en 1995.
Michael Watford demeure l'un des vocalistes favoris des amateurs de musique house soul et garage.
Tout au long de sa carrière, Michael a publié sur des labels tels que Locked On, Atlantic et Purple Music, et a collaboré avec des entreprises comme Kerri Chandler, Roger Sanchez et Masters At Work. Sa dernière production, Hey Everybody, sort en 2018 en collaboration avec Stefano Sorge.

## Discographie

### Singles
- 1991 : Holdin' On (EastWest Records)
- 1993 : Luv 4-2 (EastWest Records)
- 1994 : Love To The World (EastWest Records)
- 1994 : So Into You (EastWest Records)
- 1995 : Happy Man (EastWest Records)
- 1995 : Come Together (Hard Times Records)
- 1995 : Love Changes Over (Hard Times Records)
- 1996 : Mighty Love (Music Station)
- 1996 : Say Something (Free Bass Records)
- 1997 : Heaven Is Calling You (Ulterior Records)
- 1997 : For Your Love (Free Bass Records / Soundmen On Wax)
- 1998 : As Always (Phuture Trax)
- 1999 : For You (Purple Music)
- 1999 : Reach On Up (Locked On Records)
- 2002 : You Got It (Spectrum Records)
- 2004 : Show Me (Equa Recordsl)
- 2005 : Watcha Gonna Do (Milk n 2 Sugars Recordings)
- 2006 : It's Over (Purple Music / Defected)
- 2007 : The Doctor (Unified Records)
- 2007 : Michael's Prayer (Timmy Regisford remix) (Restricted Area)
- 2007 : Back To Roots (Purple Music)
- 2007 : Faith (Soul Groove Records)

En 1995, Michael Watford a enregistré le morceau I'll Be Right There avec Roger Sanchez, Colonel Abrams et Jay Williams sous le nom de Brotherhood Of Soul. Le disque sortit sur le label américain Strictly Rhythm.

### Album
- 1994 Michael Watford (EastWest Records)